# Emil Fischli
Emil Fischli (* 13. Dezember 1922 in Näfels; † 29. Dezember 2009 in Glarus, heimatberechtigt in Riedern und Näfels) war ein Schweizer Politiker (CVP).

## Biografie
Emil Fischli, Sohn des Schlossers Fridolin Fischli und der Rosa Karolina geborene Bernardon, war nach Abschluss einer kaufmännischen Ausbildung als Kaufmann, Prokurist bei der National Registrierkassen AG Zürich sowie von 1962 bis 1976 als Vizedirektor der Therma AG in Schwanden tätig.
Emil Fischli – er heiratete 1947 Elisabeth, die Tochter des Packers Peter Grab – verstarb am 29. Dezember 2009 87-jährig im Kantonsspital in Glarus.

## Politischer Werdegang
Emil Fischli – er trat der Christlichdemokratischen Volkspartei (CVP) bei – war zu Beginn seiner politischen Karriere von 1965 bis 1971 als nebenamtlicher Gemeindeverwalter in Riedern sowie von 1965 und 1974 als Aktuar für den Katholischen Kirchenrat Glarus-Riedern eingesetzt. Von 1968 bis 1974 nahm Emil Fischli für seine Partei Einsitz im Glarner Landrat, bevor er den frei werdenden Regierungsratssitz von Finanz- und Handelsdirektor Dr. Fridolin Hauser übernahm. Dort stand er bis zu seinem Rücktritt im Jahre 1990 dem Polizei- und Militärdepartement vor.
Zudem war er von 1968 bis 1975 Kantonalpräsident der CVP Glarus, im Zentralvorstand der CVP Schweiz sowie von 1979 bis 1990 Vorstandsmitglied der Schweizerischen Justiz- und Polizeidirektorenkonferenz. Fischli nahm Verwaltungsratsmandate für die Zeitung Vaterland sowie die Kraftwerke Linth-Limmern AG wahr. Zuletzt präsidierte Fischli von 1987 bis 1993 die schweizerische Sport-, Toto- und Lotto-Gesellschaft.